# Conrado Wessel
Ubaldo Conrado Augusto Wessel (Buenos Aires, 1 de janeiro de 1891 — São Paulo, 23 de maio de 1993), foi um pesquisador e empresário argentino naturalizado brasileiro conhecido por ter descoberto e patenteado uma fórmula para a revelação fotográfica. 
Devido à Revolta Paulista de 1924, houve um isolamento do estado de São Paulo e os produtos importados vindos do porto do Rio de Janeiro, entre eles o papel de fotografia, não chegavam aos consumidores paulistas. Este fato contribuiu para o crescimento na procura do papel Wessel. Mesmo após o fim da revolução o produto desenvolvido por Conrado manteve seus índices de venda, devido sua qualidade.
Após a morte do empresário foi criada a Fundação Conrado Wessel em 20 de maio de 1994, para difundir a ciência, cultura e arte. 